# مسجل الشريط الصوتي

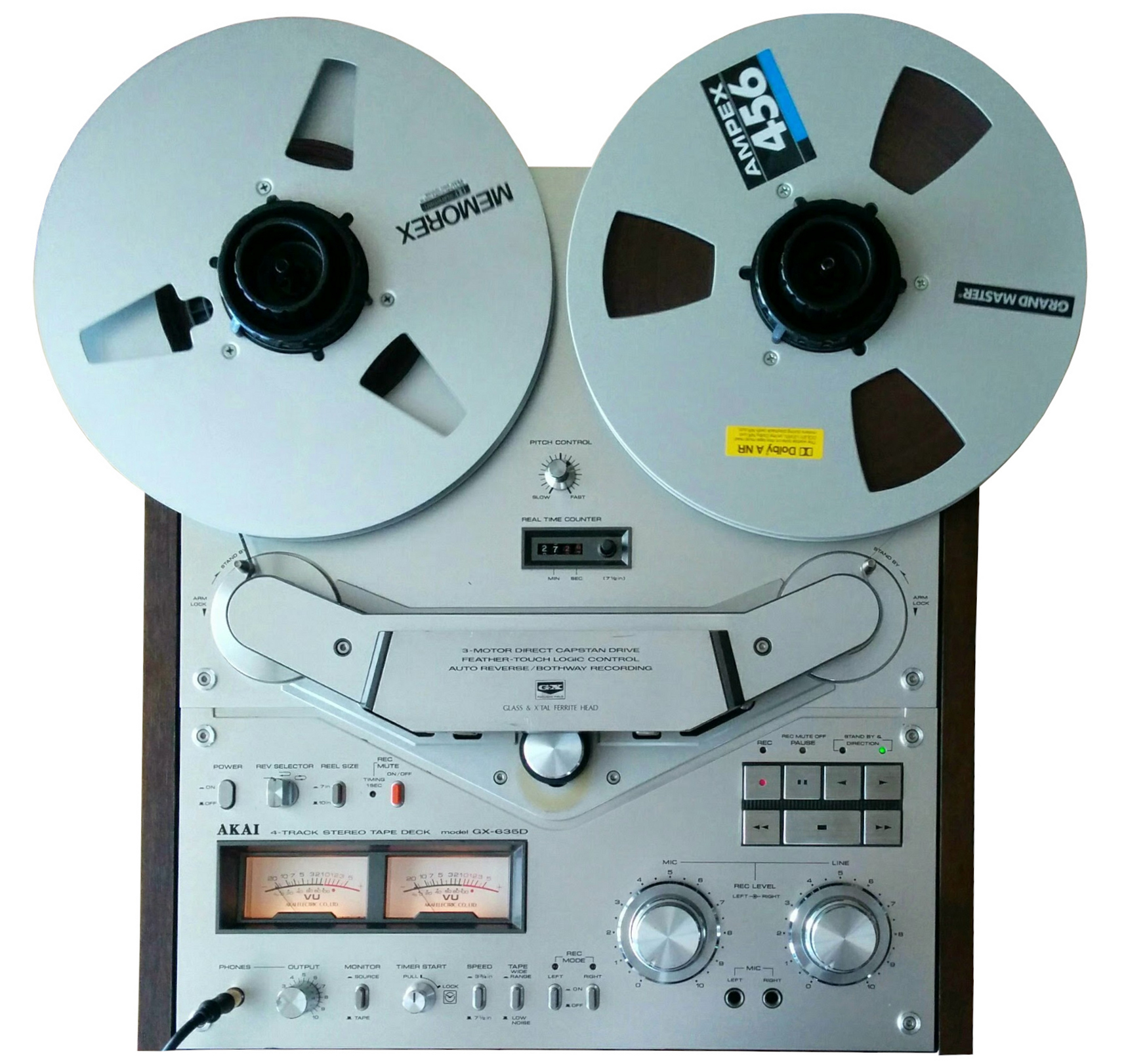
جهاز مسجل شريط صوتي من أكاي، حوالي 1978

مسجل الشريط الصوتي, المعروف أيضًا باسم جهاز الشريط, مشغل الشريط أو آلة الشريط أو مسجل الشريط, هو جهاز تسجيل الصوت وإعادة الإنتاج الذي يقوم بتسجيل وتشغيل الأصوات عادةً باستخدام الشريط المغناطيسي للتخزين. في شكله الحالي، يقوم بتسجيل إشارة متغيرة من خلال تحريك الشريط عبر رأس الشريط الذي يقطب المجالات المغناطيسية في الشريط بما يتناسب مع الإشارة الصوتية. تشمل أجهزة التسجيل الشريطي جهاز الشريط ذو الملفين وجهاز كاسيت, الذي يستخدم الكاسيت للتخزين
بدأ استخدام الشريط المغناطيسي في تسجيل الصوت حوالي عام 1930 في ألمانيا، حيث كان عبارة عن شريط ورقي مغطى بطبقة من الأكاسيد. قبل تطوير الشريط المغناطيسي، كانت أجهزة تسجيل الأسلاك قد أثبتت بنجاح مفهوم التسجيل المغناطيسي، لكنها لم تقدم جودة صوت مقارنة بالمعايير الأخرى للتسجيل والبث في ذلك الوقت. كانت هذه الاختراع الألماني بداية سلسلة طويلة من الابتكارات التي أدت إلى تسجيلات الشريط المغناطيسي الحالية.
أحدث الشريط المغناطيسي ثورة في كل من صناعة البث الإذاعي وتسجيل الموسيقى. وقد منح الفنانين والمنتجين القدرة على تسجيل وإعادة تسجيل الصوت مع الحد الأدنى من فقدان الجودة، بالإضافة إلى القدرة على تحرير وإعادة ترتيب التسجيلات بسهولة. لم تكن تقنيات التسجيل البديلة في تلك الحقبة، مثل أسطوانة النسخ ومسجل الأسلاك، قادرة على توفير مستوى الجودة والوظائف المقاربة.
مع بعض التحسينات المبكرة التي أدت إلى تحسين نقاء الصوت المعاد إنتاجه، أصبح الشريط المغناطيسي هو الوسيلة الأعلى جودة لـالتسجيل التناظري المتاحة. اعتبارًا من العقد الأول من القرن الحادي والعشرين، تم استبدال الشريط المغناطيسي التناظري إلى حد كبير بتقنيات التسجيل الرقمي.

## التاريخ
قالب:مزيد من التفاصيل
- مسجل شريط غير مغناطيسي تجريبي مبكر تم براءة اختراعه في عام 1886 من قبل مختبر فولتا لألكسندر غراهام بيل.
- مسجل شريط تناظري عام 1909 من فرانكلين سي. جودال. كانت هذه الآلة تحتوي على 15 مسارًا.
- بنى فرانكلين سي. جودال أول مسجل شريط عملي في عام 1909 وحصل على براءة اختراع لهذا الاختراع.
- نموذج أولي لمسجل الشريط جودال. تستند براءة الاختراع على هذه الآلة.

### جهاز تسجيل الشريط الشمعي
أول جهاز معروف لتسجيل الصوت بالشريط كان نسخة غير مغناطيسية وغير كهربائية تم اختراعها في مختبر فولتا التابع لـألكسندر غراهام بيل وتم تسجيل براءة اختراعها في عام 1886 (U.S. Patent 341٬214). استخدم الجهاز شريطًا من الورق المغطى بالشمع بعرض 3⁄16-بوصة-wide (4.8 مـم) تم تغطيته عن طريق غمسه في محلول من شمع النحل وشمع البارافين، ثم تم كشط جانب واحد منه، مع السماح للجانب الآخر بالتصلب. كان الجهاز مصنوعًا من خشب ومعدن قوي، ويعمل يدويًا بواسطة مقبض مثبت على عجلة طيران. كان الشريط الشمعي يمر من بكرة بقطر ثمانية بوصات حول محيط بكرة (مع حواف توجيه) مثبتة فوق بكرتين على العمود الرأسي الرئيسي، حيث كان يتصل إما بإبرة التسجيل أو إبرة التشغيل. كان الشريط يُجمع بعد ذلك على البكرة الأخرى. كانت إبرة التسجيل الحادة، التي تعمل بواسطة غشاء ميكا مهتز، تقطع الشمع من الشريط. في وضع التشغيل، كانت إبرة غير حادة مثبتة بشكل فضفاض، مرتبطة بغشاء مطاطي، تنقل الأصوات المعاد إنتاجها عبر أنبوب أذن إلى المستمع. كان من الممكن ضبط كل من إبر التسجيل والتشغيل، المثبتة بالتناوب على نفس العمودين، عموديًا بحيث يمكن قطع عدة تسجيلات على نفس الشريط بعرض 3⁄16-بوصة-wide (4.8 مـم).
على الرغم من أن الجهاز لم يتم تطويره تجاريًا، إلا أنه كان يشبه إلى حد ما جهاز تسجيل الشريط المغناطيسي الحديث في تصميمه. أصبحت الأشرطة والجهاز الذي أنشأه زملاء بيل، الذين تم فحصهم في أحد متاحف مؤسسة سميثسونيان، هشة، وتعرضت البكرات الورقية الثقيلة للتشوه. كما كانت رأس التشغيل للجهاز مفقودة. بخلاف ذلك، مع بعض التجديد، كان يمكن وضعها في حالة تشغيل.
تم تحسين وسيط تسجيل الشريط الشمعي لاحقًا بواسطة أسطوانة الشمع الخاصة بإديسون، وأصبح أول تقنية لتسجيل الصوت على نطاق واسع، مستخدمة في كل من الترفيه وتدوين الملاحظات المكتبية. ومع ذلك، كانت التسجيلات على أسطوانات الشمع غير قادرة على النسخ بسهولة، مما جعلها مكلفة وتستغرق وقتًا طويلاً للإنتاج على نطاق واسع. كما كانت أسطوانات الشمع غير قادرة على تسجيل أكثر من دقيقتين من الصوت، وهي مشكلة تم حلها بواسطة أسطوانات الفونوغراف.

### جهاز تسجيل الشريط المكون من السيليلوز

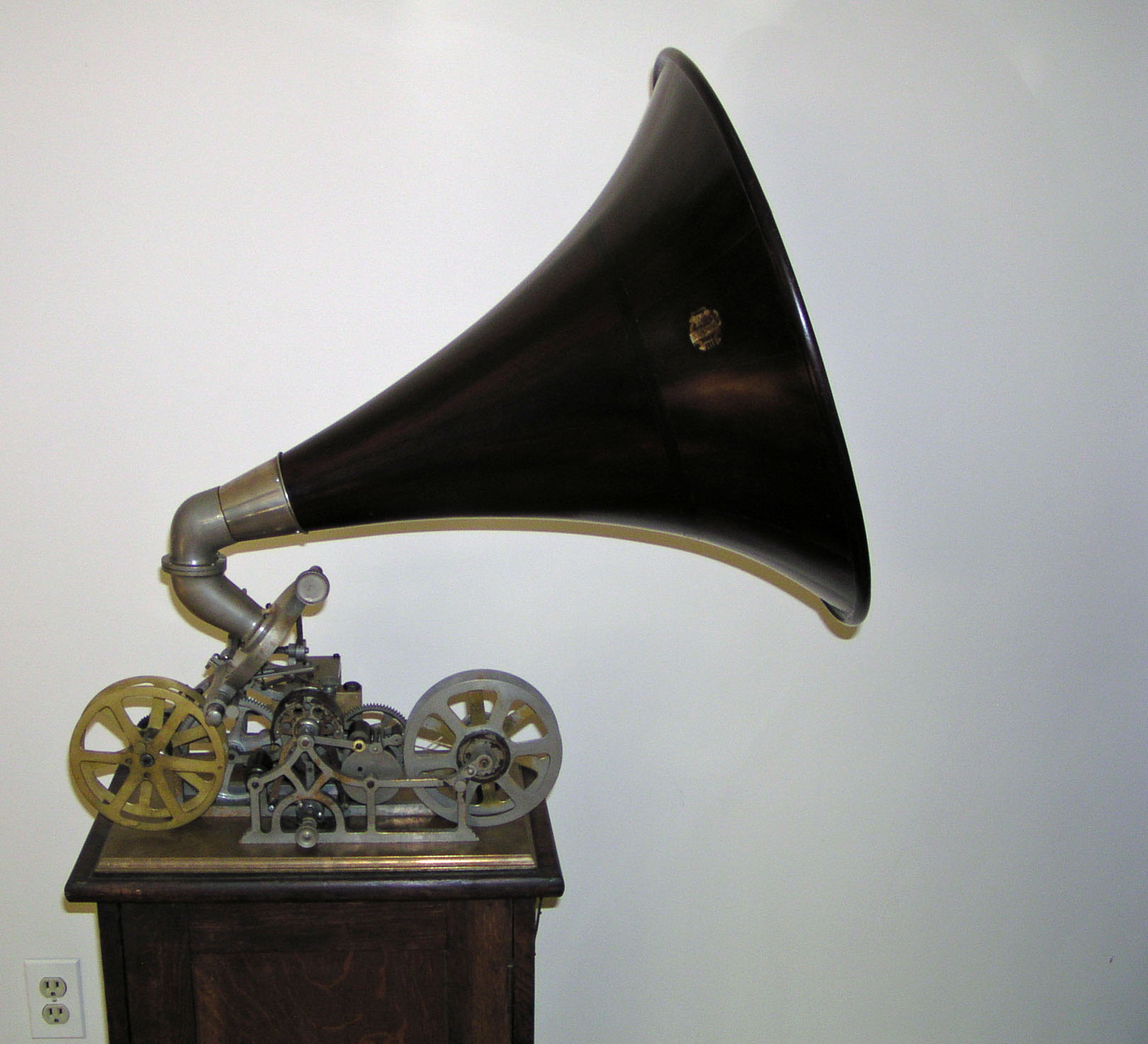
هذا المسجل من الدكتور غوديل معروض في متحف الفونوغراف الخاص في ماريازيل، النمسا.

قام فرانكلين سي. غوديل بتكييف فيلم السينما لتسجيل الصوت التناظري. حصل على براءة اختراع لاختراعه في عام 1909. تم نقش فيلم السيليلوز وإعادة تشغيله بإبرة، بطريقة مشابهة لأسطوانات الشمع الخاصة بجراموفون إديسون. يذكر وصف البراءة أن الجهاز يمكنه تخزين ستة تسجيلات على نفس شريط الفيلم، جنبًا إلى جنب، وكان من الممكن التبديل بينها. في عام 1912، تم استخدام عملية مشابهة لساعة هيلر التحدث.[بحاجة لمصدر]

### جهاز تسجيل الشريط الضوئي
في عام 1932، بعد ست سنوات من العمل التطويري، بما في ذلك طلب البراءة في عام 1931، أنشأ ميرل داستون، مهندس راديو من ديترويت، جهاز تسجيل شريط قادر على تسجيل الأصوات والأصوات باستخدام شريط ورقي مُعالج كيميائيًا من حيث التكلفة المنخفضة. خلال عملية التسجيل، كان الشريط يتحرك عبر زوج من الأقطاب الكهربائية التي كانت تُطبع على الفور إشارات الصوت المعدلة كخطوط سوداء مرئية على سطح الشريط. يمكن إعادة تشغيل الإشارة الصوتية على الفور من نفس وحدة التسجيل، التي احتوت أيضًا على مستشعرات ضوئية، مشابهة إلى حد ما لمختلف تقنيات الصوت على الفيلم في ذلك العصر.

### التسجيل المغناطيسي
التسجيل المغناطيسي تم تصوره في وقت مبكر من عام 1878 من قبل المهندس الأمريكي أوبرلين سميث وتمت تجربته عمليًا في عام 1898 من قبل المهندس الدنماركي فالدمار بولسن. يتضمن التسجيل المغناطيسي التناظري تسجيل الأسلاك، وخلفه تسجيل الشريط المغناطيسي، استخدام وسط يمكن مغنطته يتحرك بسرعة ثابتة بجوار رأس التسجيل. يتم تغذية إشارة كهربائية، تكون مشابهة للصوت الذي سيتم تسجيله، إلى رأس التسجيل، مما يؤدي إلى تحفيز نمط من المغنطة مماثل للإشارة. يمكن بعد ذلك لرأس التشغيل التقاط التغيرات في المجال المغناطيسي من الشريط وتحويلها إلى إشارة كهربائية ليتم تضخيمها وتشغيلها من خلال مكبر صوت.

### مسجلات الأسلاك

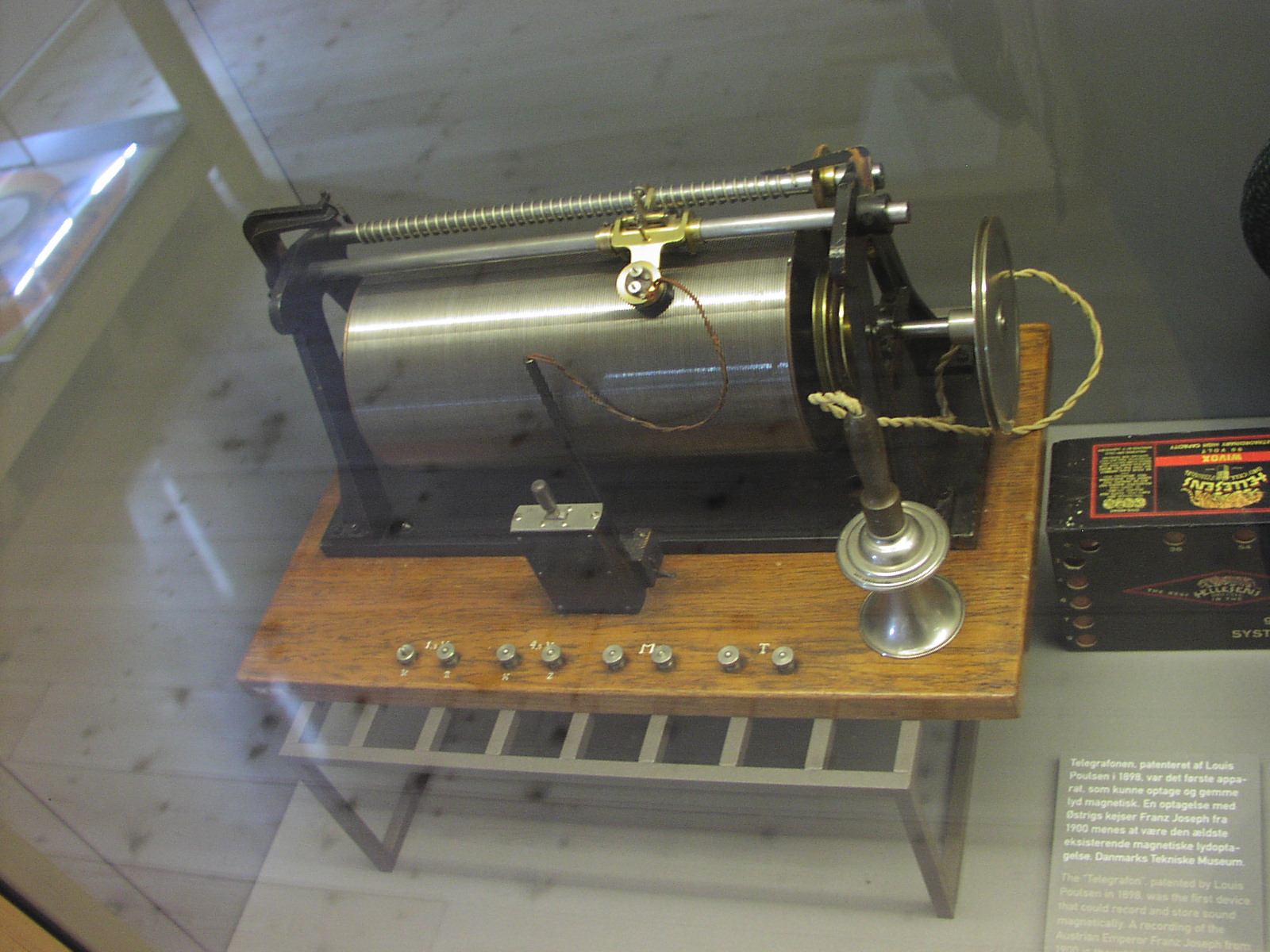
مسجل الأسلاك المغناطيسي، الذي اخترعه فالدمار بولسن، 1898. معروض في متحف الأعمال بريدي، لينغبي، الدنمارك.

كان أول مسجل أسلاك هو جهاز التلغراف الذي اخترعه فالدمار بولسن في أواخر التسعينيات. تم إنتاج أجهزة تسجيل الأسلاك لتدوين القوانين والمكاتب وتسجيل المكالمات الهاتفية بشكل مستمر تقريبًا من قبل شركات متنوعة (معظمها شركة التلغراف الأمريكية) خلال عشرينيات وثلاثينيات القرن الماضي. تم بيع هذه الأجهزة معظمها كتقنيات استهلاكية بعد الحرب العالمية الثانية.[بحاجة لمصدر]
حدث الاستخدام الواسع لتسجيل الأسلاك في العقود الممتدة من 1940 حتى 1960، بعد تطوير تصاميم غير مكلفة حصلت على ترخيص دوليًا من قبل شركة براش للتطوير في كليفلاند، أوهايو ومؤسسة أرمور للبحوث في معهد أرمور للتكنولوجيا (لاحقًا معهد إلينوي للتكنولوجيا). حصلت هاتان المنظمتان على ترخيص لعشرات الشركات المصنعة في الولايات المتحدة واليابان وأوروبا. تم استخدام الأسلاك أيضًا كوسيلة للتسجيل في مسجل الصوت في الصندوق الأسود للطيران في الخمسينيات.
تُعتبر أجهزة تسجيل الصوت السلكية الاستهلاكية التي تم تسويقها في البداية كوسيلة للترفيه المنزلي أو كبديل غير مكلف لأجهزة تسجيل المكاتب التجارية. ومع ذلك، فإن تطوير أجهزة تسجيل الشريط المغناطيسي الاستهلاكية بدءًا من عام 1946 مع جهاز BK 401 Soundmirror، الذي استخدم شريطًا قائمًا على الورق، قد أدى تدريجيًا إلى خروج أجهزة التسجيل السلكية من السوق، حيث أصبحت "بعيدة عن الصورة" تقريبًا بحلول عام 1952.
1. 1.     1. أجهزة تسجيل الشريط الفولاذي المبكرة

في عام 1924، قام المهندس الألماني كورت ستيله بتطوير جهاز تسجيل الصوت السلكي بوصفه آلة للتسجيل. وفي العام التالي، قام زميله الألماني لويس بلاتنر، الذي كان يعمل في بريطانيا، بترخيص جهاز ستيله وبدأ العمل على آلة تسجل على شريط فولاذي مغناطيسي، الذي أطلق عليه اسم Blattnerphone. كان الشريط بعرض 6 مم وسمك 0.08 مم، يسير بسرعة 5 أقدام في الثانية؛ وكانت مدة التسجيل 20 دقيقة.
قامت هيئة الإذاعة البريطانية (BBC) بتركيب جهاز Blattnerphone في Avenue House في سبتمبر 1930 لإجراء اختبارات، واستخدمته لتسجيل خطاب الملك جورج الخامس في افتتاح مؤتمر الطاولة المستديرة في الهند في 12 نوفمبر 1930. على الرغم من عدم اعتباره مناسبًا للموسيقى، استمر استخدام الآلة وتم نقلها إلى Broadcasting House في مارس 1932. في سبتمبر 1932، تم تركيب نموذج جديد، يستخدم شريطًا بعرض 3 مم مع مدة تسجيل تبلغ 32 دقيقة.
في عام 1933، اشترت شركة ماركوني حقوق جهاز Blattnerphone، وتم تركيب أجهزة تسجيل ماركوني-ستيله الجديدة في استوديوهات Maida Vale الخاصة بـ BBC في مارس 1935. كانت الجودة والموثوقية قد تحسنت قليلاً، على الرغم من أنه لا يزال من الواضح أن المرء يستمع إلى تسجيل.
رغم هذه العيوب، أثبتت القدرة على إجراء تسجيلات قابلة للتشغيل فائدتها، حتى مع استخدام الأساليب اللاحقة، مثل الأقراص المقطوعة مباشرة وأفلام فيليبس-ميلر الضوئية، استمرت أجهزة ماركوني-ستيله في الاستخدام حتى أواخر الأربعينيات.
1. 1.     1. أجهزة التسجيل الحديثة

تطورت تقنية تسجيل الشريط المغناطيسي كما نعرفها اليوم في ألمانيا خلال الثلاثينيات في شركتي باسف (التي كانت آنذاك جزءًا من عملاق الكيمياء إي غه فاربن) وAEG بالتعاون مع هيئة الإذاعة الحكومية RRG. وكان هذا بناءً على اختراع فريتز فليومر في عام 1928 لشريط ورقي مع مسحوق أكسيد ملون عليه. كانت أول جهاز تسجيل شريطي عملي من AEG هو Magnetophon K1، الذي تم عرضه في برلين، ألمانيا في عام 1935. قام Eduard Schüller من AEG ببناء أجهزة التسجيل وتطوير رأس تسجيل وتشغيل على شكل حلقة. واستبدل هذا الرأس، الذي كان على شكل إبرة، والذي كان يميل إلى تمزيق الشريط. طور فريدريش ماتياس من IG Farben/BASF شريط التسجيل، بما في ذلك الأكسيد، والمواد الرابطة، ومواد الدعم. اكتشف والتر ويبر، الذي كان يعمل لصالح Hans Joachim von Braunmühl في RRG، تقنية AC bias التي حسنت بشكل جذري جودة الصوت.
خلال الحرب العالمية الثانية، لاحظ الحلفاء أن بعض المسؤولين الألمان كانوا يقومون ببث إذاعي من مناطق زمنية متعددة تقريبًا في وقت واحد. كان المحللون مثل Richard H. Ranger يعتقدون أن هذه البثوث يجب أن تكون نسخًا، ولكن جودتها الصوتية كانت لا يمكن تمييزها عن تلك الخاصة ببث مباشر، وكانت مدتها أطول بكثير مما يمكن تحقيقه حتى مع أقراص النسخ بسرعة 16 دورة في الدقيقة. في المراحل النهائية من الحرب في أوروبا، أثار الاستيلاء على عدد من أجهزة تسجيل Magnetophon الألمانية من إذاعة لوكسمبورغ [الإنجليزية] اهتمامًا كبيرًا. كانت هذه الأجهزة تتضمن جميع الميزات التكنولوجية الرئيسية لتسجيل الصوت المغناطيسي التناظري الحديث وكانت الأساس للتطورات المستقبلية في هذا المجال.
1. 1.     1. commercialization
      1. التطورات الأمريكية

يرتبط تطوير أجهزة تسجيل الشريط المغناطيسي في أواخر الأربعينيات وأوائل الخمسينيات بشركة Brush Development Company ومرخصها شركة آمبكس [الإنجليزية]. كما قاد التطور الهام أيضًا لوسيلة الشريط المغناطيسي نفسها شركة Minnesota Mining and Manufacturing (3M).
في عام 1938، غادر S.J. Begun ألمانيا وانضم إلى شركة Brush Development Company في الولايات المتحدة، حيث استمر العمل ولكن لم يجذب الكثير من الانتباه حتى أواخر الأربعينيات عندما أصدرت الشركة أول جهاز تسجيل شريطي للاستهلاك في عام 1946: Soundmirror BK 401. تم إصدار العديد من النماذج الأخرى بسرعة في السنوات التالية. كانت الأشرطة في البداية مصنوعة من الورق المغطى بمسحوق أكسيد الحديد المغناطيسي. في عام 1947/48، استبدلت شركة Minnesota Mining & Manufacturing Company (ثري إم) السطح الورقي بـ خلات السليلوز أو البوليستر، وقامت بتغطيته أولاً بأكسيد أسود، ولاحقًا، لتحسين نسبة الإشارة إلى الضوضاء وتحسين الجودة الشاملة، بأكسيد أحمر (أكسيد الحديد الغامّا).
كان المهندس الصوتي الأمريكي John T. Mullin والفنان بينغ كروسبي من اللاعبين الرئيسيين في التطوير التجاري للشريط المغناطيسي. خدم مولين في فيلق الإشارة بالجيش الأمريكي وتم إرساله إلى باريس في الأشهر النهائية من الحرب العالمية الثانية. تم تكليف وحدته بجمع كل المعلومات الممكنة حول الراديو والإلكترونيات الألمانية، بما في ذلك التحقيق في الادعاءات بأن الألمان كانوا يجربون أشعة راديو موجهة عالية الطاقة كوسيلة لتعطيل الأنظمة الكهربائية للطائرات. سرعان ما جمعت وحدة مولين مجموعة من مئات الآلات التسجيل المغناطيسية منخفضة الجودة، لكن زيارة عرضية لاستوديو في باد ناوهايم بالقرب من فرانكفورت أثناء التحقيق في شائعات أشعة الراديو أسفرت عن الجائزة الحقيقية.
تم منح مولين جهازين تسجيل عالي الجودة من نوع AEG 'Magnetophon' بحجم حقيبة السفر وخمسين لفة من شريط التسجيل. شحنهم إلى الوطن وعمل على تحسين أدائهم باستمرار على مدار العامين التاليين. كان هدفه الرئيسي هو جذب استوديوهات هوليوود لاستخدام الشريط المغناطيسي في تسجيل الموسيقى التصويرية للأفلام.
قدم مولين عرضين علنيين لآلاته، وأحدثت ضجة بين محترفي الصوت الأمريكيين؛ لم يستطع العديد من المستمعين تصديق أن ما سمعوه لم يكن عرضًا مباشرًا. بحظ، عُقد العرض الثاني لمولين في استوديوهات MGM في هوليوود وكان في الجمهور في ذلك اليوم المدير الفني لبينغ كروسبي، مردو ماكنزي. نظم ماكنزي لمولين لقاء مع كروسبي وفي يونيو 1947، قدم لمولين عرضًا خاصًا لجهاز تسجيله المغناطيسي لكروسبي.
بينغ كروسبي، نجم السينما والغناء البارز، كان متفاجئًا بجودة الصوت المذهلة ورأى على الفور الإمكانيات التجارية الكبيرة للأجهزة الجديدة. كانت الموسيقى الحية هي المعيار للإذاعة الأمريكية في ذلك الوقت، ولم تسمح الشبكات الإذاعية الكبرى باستخدام تسجيل الأقراص في العديد من البرامج بسبب جودتها الصوتية المنخفضة نسبياً. كان كروسبي يكره نظام البث المباشر الذي يستمر 39 أسبوعًا في السنة، مفضلًا أجواء الاستوديو المريحة وقدرته على الاحتفاظ بأفضل أجزاء الأداء. طلب من NBC السماح له بتسجيل برنامجه لعام 1944–45 على قرص النسخ، لكن الشبكة رفضت، لذا انسحب كروسبي من الإذاعة المباشرة لمدة عام. وافقت ABC على السماح له باستخدام أقراص النسخ لموسم 1946–47، لكن المستمعين اشتكوا من جودة الصوت.
أدرك كروسبي أن تقنية جهاز تسجيل الشريط لمولين ستتيح له تسجيل برنامجه الإذاعي مسبقًا بجودة صوت عالية وأن هذه الأشرطة يمكن إعادة تشغيلها عدة مرات دون فقدان ملحوظ للجودة. طُلب من مولين تسجيل عرض واحد كاختبار، وتم توظيفه لاحقًا كمهندس رئيسي لكروسبي لتسجيل باقي السلسلة مسبقًا.
كان عرض كروسبي الأول في 1 أكتوبر 1947 هو أول بث شريطي مغناطيسي في أمريكا. أصبح كروسبي أول نجم موسيقي أمريكي كبير يستخدم الشريط لتسجيل البث الإذاعي مسبقًا، وأول من قام بتحضير تسجيلات تجارية على الشريط. تم تحرير برامج كروسبي الإذاعية المسجلة بعناية من خلال قطع الشريط لإعطائها إيقاعًا وتدفقًا غير مسبوقين في الإذاعة. سرعان ما بدأ فنانون إذاعيون آخرون يطالبون بالقدرة على تسجيل بثهم مسبقًا بجودة عالية، وتم رفع حظر التسجيل.
استثمر كروسبي 50,000 دولار من أمواله الخاصة في شركة الإلكترونيات الكاليفورنية شركة آمبكس [الإنجليزية]، وسرعان ما أصبحت الشركة الصغيرة التي يرأسها Alexander M. Poniatoff، والتي أصبحت أحرفه الأولى جزءًا من اسم الشركة، رائدة عالمية في تطوير تسجيل الشريط، مع جهاز تسجيل الشريط Model 200، الذي تم إصداره في عام 1948 وتطويره من Magnetophons المعدلة لمولين.
1. 1.     1. تسجيل الشريط في BBC

استحوذت هيئة الإذاعة البريطانية (BBC) على بعض أجهزة Magnetophon في عام 1946 على أساس تجريبي، حيث تم استخدامها في المراحل الأولى من البرنامج الثالث الجديد لتسجيل وتشغيل عروض الأوبرا من ألمانيا. كانت تسليم الأشرطة مفضلة على العلاقات المباشرة عبر الخطوط الأرضية التي كانت غير موثوقة في الفترة التي تلت الحرب مباشرة. تم استخدام هذه الآلات حتى عام 1952، على الرغم من أن معظم العمل استمر باستخدام وسائل الإعلام المعتمدة.
في عام 1948، أصبح نموذج بريطاني جديد متاحًا من EMI: BTR1. على الرغم من أنه كان ثقيلًا في كثير من النواحي، إلا أن جودته كانت جيدة، ولأنه لم يكن من الممكن الحصول على أجهزة Magnetophon إضافية، كان خيارًا واضحًا.
في أوائل الخمسينيات، أصبح جهاز EMI BTR 2 متاحًا؛ وهو جهاز محسّن للغاية وحظي بقبول عام. كانت الآلات سريعة الاستجابة، يمكنها الوصول إلى السرعة بسرعة، تحتوي على أزرار تشغيل خفيفة اللمس، ورؤوس موجهة للأمام (بينما كانت رؤوس BTR 1 موجهة للخلف مما جعل التحرير صعبًا)، وكانت سهلة وسريعة لإجراء التحريرات الدقيقة. أصبح هذا الجهاز معيارًا في غرف التسجيل لسنوات طويلة واستمر استخدامه حتى نهاية الستينيات.
في عام 1963، أُتيحت لفرقة البيتلز فرصة تحسين تسجيلاتهم في BBC من خلال تقنية overdubbing. لم يكن لدى BBC أي معدات متعددة المسارات؛ حيث تم تحقيق الزيادة في التسجيل عن طريق النسخ على شريط آخر.
تم تقييس سرعة الشريط في النهاية عند 15 بوصة في الثانية لجميع الأعمال في Broadcasting House، و15 بوصة في الثانية للموسيقى و7½ بوصة في الثانية للكلام في Bush House.
استخدمت Broadcasting House أيضًا جهاز EMI TR90 وآلة من Philips كانت خفيفة الوزن ولكن سهلة وسريعة الاستخدام. استخدمت Bush House عدة نماذج من Leevers-Rich.
بحلول السبعينيات، أصبح نطاق آلات Studer هو المعيار في صناعة تسجيل الاستوديو، واستبدلت تدريجياً أجهزة BTR2 القديمة في غرف التسجيل والاستوديوهات. بحلول منتصف العقد الأول من القرن الحادي والعشرين، كانت الأشرطة قد خرجت تقريبًا من الاستخدام واستبدلت بأنظمة التشغيل الرقمية.
1. 1.     1. المنتجات القياسية

كان جهاز تسجيل الشريط الصوتي الاحترافي النموذجي في أوائل الخمسينيات يستخدم شريطًا بعرض 1/4 بوصة على بكرات بحجم 10.5 بوصة، بسعة 2400 قدم. كانت السرعات النموذجية في البداية 15 بوصة في الثانية مما يوفر 30 دقيقة من وقت التسجيل على بكرة 2400 قدم. استخدمت الآلات الاحترافية المبكرة بكرة أحادية الجانب ولكن سرعان ما أصبحت البكرات الثنائية الجوانب شائعة، خاصة للاستخدام المنزلي. كانت بكرات الشريط مصنوعة من المعدن أو البلاستيك الشفاف.
تفاوتت سرعات الشريط القياسية بعوامل مضاعفة: تم استخدام 15 و30 بوصة في الثانية لتسجيل الصوت الاحترافي؛ و7.5 بوصة في الثانية لأشرطة الصوت المنزلية مسبقة التسجيل؛ و7.5 و3.75 بوصة في الثانية للتسجيلات الصوتية والاستهلاكية (عادة على بكرات بحجم 7 بوصة). تم استخدام 1.875 بوصة في الثانية وأحيانًا حتى 15/16 بوصة في الثانية للصوت، والتسجيل، والتطبيقات التي تتطلب أوقات تسجيل طويلة جدًا، مثل تسجيل مكالمات الشرطة وإدارة الإطفاء.
أصبح معيار شريط 8 مسارات، الذي تم تطويره بواسطة بيل لير في منتصف الستينيات، شائعًا لتشغيل الصوت الاستهلاكي في السيارات في الولايات المتحدة. في النهاية، تم استبدال هذا المعيار بالشريط المضغوط الأصغر والأكثر موثوقية، والذي تم إطلاقه في وقت سابق في عام 1963.
أدى تطوير فيليبس لـ Compact Cassette في عام 1963 وتطوير سوني لـ وكمان في عام 1979 إلى استخدام واسع النطاق لشريط الصوت المغناطيسي من قبل المستهلكين. بحلول عام 1990، كان الشريط المضغوط هو الشكل السائد في سوق الموسيقى المسجلة. ساهم تطوير تقنية Dolby noise reduction في الستينيات في تقديم تسجيل بجودة عالية للشريط المضغوط مما زاد من شعبيته.
1. 1.     1. التطورات اللاحقة

منذ ظهورها الأول، شهدت مسجلات الشريط التناظري سلسلة طويلة من التطورات التقدمية مما أدى إلى زيادة جودة الصوت، والراحة، والمرونة.
- سمحت الرؤوس ثنائية المسار، ولاحقًا، متعددة المسارات بالتسجيل والتشغيل المنفصل لمصادر الصوت الفردية، مثل قناتين للصوت stereophonic، أو ميكروفونات مختلفة أثناء التسجيل المباشر.
- استخدام رؤوس منفصلة للتسجيل والتشغيل (ثلاثة رؤوس إجمالًا، بما في ذلك رأس المسح) سمح بمراقبة الإشارة المسجلة بعد جزء من الثانية من التسجيل.
- سمح ضغط النطاق الديناميكي أثناء التسجيل وتوسيعه أثناء التشغيل بزيادة النطاق الديناميكي المتاح وتحسين نسبة الإشارة إلى الضوضاء.

تم تقديم مسجلات الشريط التناظرية التي يتحكم بها الكمبيوتر بواسطة أوسكار بونييلي في الأرجنتين، حيث استخدمت النقل الميكانيكي ثلاثة محركات DC وأدخلت تقدمين جديدين: التحكم الآلي في النقل بواسطة المعالج الدقيق وضبط التحيز والاستجابة الترددية تلقائيًا.

## التشغيل

### الكهربائية
بسبب الكهرومغناطيسية، فإن التيار الكهربائي الذي يتدفق في لفائف رأس الشريط يخلق مجالًا مغناطيسيًا متقلبًا. هذا يتسبب في محاذاة المادة المغناطيسية على الشريط، التي تتحرك بالقرب من الرأس وتكون على اتصال به، بطريقة تتناسب مع الإشارة الأصلية. يمكن إعادة إنتاج الإشارة عن طريق تشغيل الشريط مرة أخرى عبر رأس الشريط، حيث تحدث العملية العكسية - تقوم الطباعة المغناطيسية على الشريط بتوليد تيار صغير في رأس القراءة الذي يقترب من الإشارة الأصلية ثم يتم تضخيمه للبث. العديد من مسجلات الشريط قادرة على التسجيل والتشغيل في نفس الوقت من خلال استخدام رؤوس تسجيل وتشغيل منفصلة.

### الميكانيكية
عادةً ما تستخدم مسجلات الشريط الاحترافية الحديثة مخططًا ثلاثي المحركات. يقوم محرك واحد بسرعات دوران ثابتة بتشغيل العمود الدوار. عادة ما يكون مرتبطًا بعجلة ضغط مطاطية، مما يضمن عدم تقلب سرعة الشريط. المحركان الآخران، المعروفان بمحركات العزم، يطبقان عزمًا متساويًا ومعاكسًا على بكرات التوريد والاسترجاع أثناء وظائف التسجيل والتشغيل ويحافظان على توتر الشريط. أثناء عمليات اللف السريع، يتم فصل عجلة الضغط ويقوم محرك بكرة الاسترجاع بإنتاج عزم أكبر من محرك التوريد. تستخدم النماذج الأرخص محركًا واحدًا لجميع الوظائف المطلوبة؛ يقوم المحرك بتشغيل العمود الدوار مباشرة وتكون بكرات التوريد والاسترجاع مرتبطة بشكل فضفاض بمحرك العمود الدوار بواسطة أحزمة منزلقة أو تروس أو قابضات. هناك أيضًا نماذج تحتوي على محركين، حيث يُستخدم محرك واحد للعمود الدوار وآخر لتشغيل البكرات للتشغيل، إعادة اللف، والتقديم السريع.

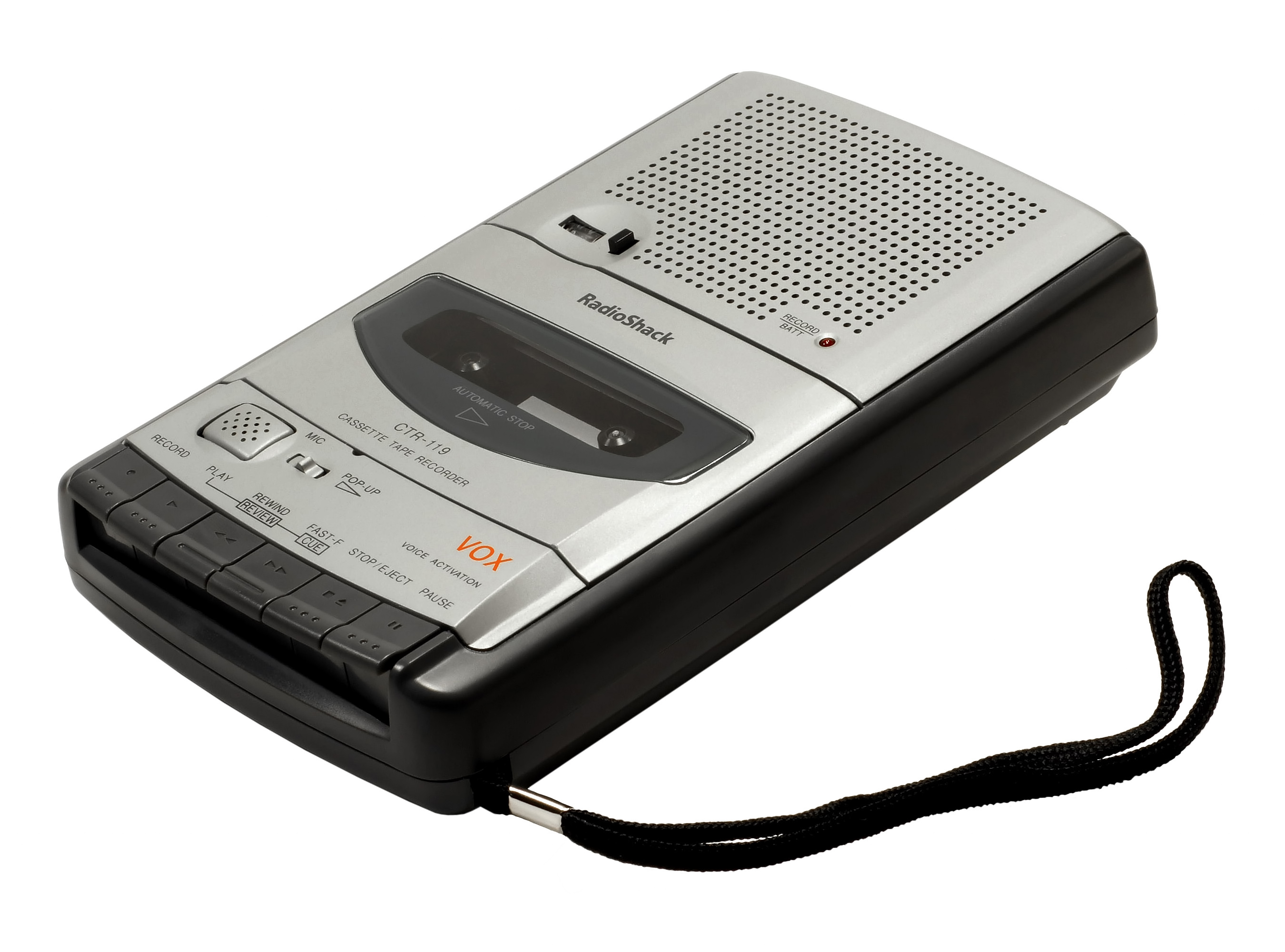
جهاز تسجيل كاسيت محمول نموذجي من RadioShack.

## القيود
تخزين الإشارة التناظرية على الشريط يعمل بشكل جيد، لكنه ليس مثاليًا. على وجه الخصوص، تضيف الطبيعة الحبيبية للمادة المغناطيسية ضوضاء ترددية عالية إلى الإشارة، تُعرف عمومًا باسم همهمة الشريط. أيضًا، فإن الخصائص المغناطيسية للشريط ليست خطية. تظهر منحنى الهسترة المميز، مما يتسبب في تشويه غير مرغوب فيه للإشارة. يتم التغلب على بعض هذا التشويه باستخدام AC bias بتردد عالي غير مسموع أثناء التسجيل. يجب ضبط كمية التحيز بعناية للحصول على أفضل النتائج حيث تتطلب المواد المختلفة كميات مختلفة من التحيز. تحتوي معظم مسجلات الشريط على مفتاح لاختيار ذلك.
يمكن أن تتسبب التغيرات في سرعة الشريط في حدوث وَوْ وفلاتر. يمكن تقليل الفلاتر باستخدام عمودين دوارين. كلما زادت الفلاتر، زادت الضوضاء التي يمكن سماعها، مما يؤدي إلى تدهور جودة التسجيل. تكون سرعات الشريط الأعلى المستخدمة في المسجلات الاحترافية عرضة للتسبب في اهتزاز الرؤوس، وهي تقلبات في الاستجابة ذات التردد المنخفض.

## تنوع مسجلات الشريط

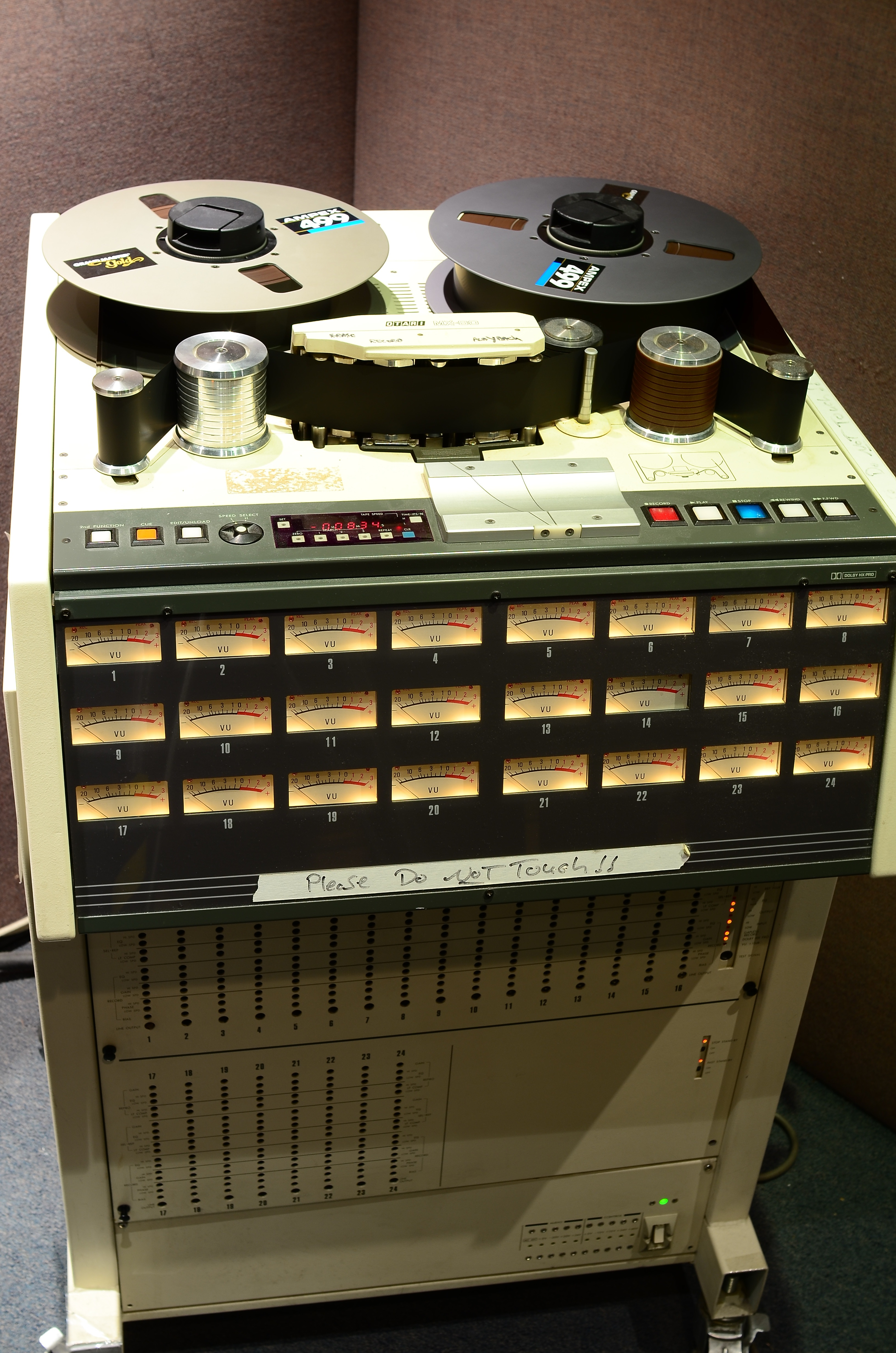
Otari MX-80 24-track مع بكرات بحجم 2 بوصة

يوجد تنوع واسع من مسجلات الشريط، من الأجهزة المحمولة الصغيرة إلى الآلات الكبيرة متعددة المسارات. عادة ما يُطلق على الجهاز الذي يحتوي على مكبرات صوت مدمجة وتضخيم صوتي لتشغيلها "مسجل شريط" أو - إذا لم يكن لديه وظيفة التسجيل - "مشغل شريط"، بينما يُطلق على الجهاز الذي يتطلب تضخيم خارجي للبث "جهاز شريط" (بغض النظر عما إذا كان يمكنه التسجيل).
سمحت تقنية التسجيل متعدد المسارات بتطوير الموسيقى الفنية الحديثة، وقد وصف أحد الفنانين مثل براين إينو مسجل الشريط بأنه "جهاز تجميع موسيقي تلقائي".

## الاستخدامات

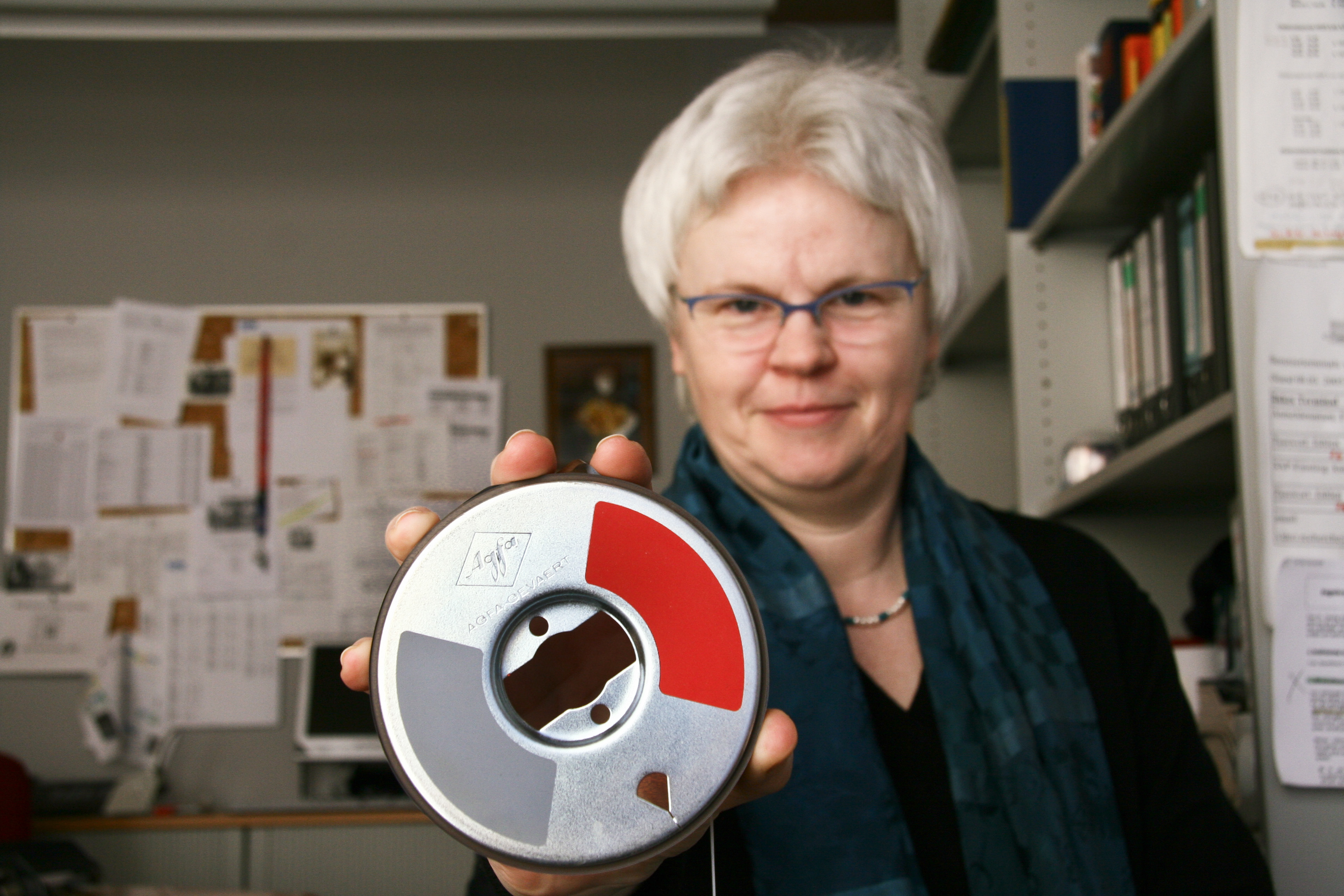
كلوديا وايلد من أرشيف إذاعة WDR الألمانية مع شريط بث من عام 1990. هذا هو محور مركزي مع شريط قصير جدًا ملفوف حوله.

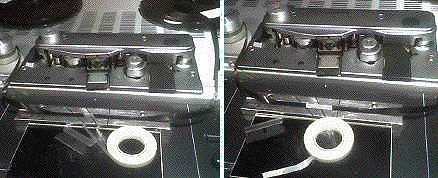
تحرير الشريط المغناطيسي

أحدث الشريط المغناطيسي تغييرات جذرية في كل من صناعة الإذاعة وصناعة التسجيل. يمكن تسجيل الصوت ومسحه وإعادة تسجيله على نفس الشريط عدة مرات، ويمكن تكرار الأصوات من شريط إلى آخر مع فقدان طفيف في الجودة، كما يمكن الآن تحرير التسجيلات بدقة شديدة عن طريق قص الشريط وإعادة لصقه. في أغسطس 1948، أصبحت شركة Capitol Records، التي تتخذ من لوس أنجلوس مقرًا لها، أول شركة تسجيل تستخدم هذه العملية الجديدة.
خلال بضع سنوات من تقديم أول مسجل شريط تجاري، طراز Ampex 200، الذي تم إطلاقه في عام 1948، أدى اختراع أول مسجل شريط متعدد المسارات إلى ثورة تقنية أخرى في صناعة التسجيل. جعل الشريط ممكنًا تسجيلات الصوت الأولى التي تم إنشاؤها بالكامل باستخدام الوسائل الإلكترونية، مما فتح الطريق لتجارب صوتية جريئة من مدرسة Musique Concrète ومؤلفين طليعيين مثل كارلهاينز ستوكهاوزن، مما أدى بدوره إلى تسجيلات مبتكرة لفناني الموسيقى الشعبية مثل فرانك زابا والبيتلز وBeach Boys. قامت شركة Philips بالترويج لمشغلاتها من نوع reel-to-reel كألبوم عائلي سمعي وشجعت العائلات على شراء هذه المسجلات لتوثيق وإعادة عيش الذكريات إلى الأبد. ولكن استخدام الشريط لتسجيل الموسيقى بدأ يتزايد ببطء ولكن بثبات كوظيفة رئيسية لمُسجل الشريط.
مكن الشريط صناعة الإذاعة لأول مرة من تسجيل مسبق للعديد من أقسام محتوى البرامج مثل الإعلانات، التي كان يجب تقديمها سابقًا بشكل مباشر، كما مكن من إنشاء وتكرار تسجيلات معقدة وعالية الدقة وطويلة الأمد لجميع البرامج. كما سمح لأول مرة لل broadcasters ، والجهات التنظيمية والأطراف المهتمة الأخرى بإجراء تسجيل شامل للبث الإذاعي لأغراض تشريعية وتجارية، مما أدى إلى نمو صناعة مراقبة وسائل الإعلام الحديثة.
ساعدت الابتكارات مثل التسجيل متعدد المسارات وصدى الشريط في إنتاج البرامج الإذاعية والإعلانات بمستوى من التعقيد والتطور لم يكن ممكنًا سابقًا، كما أدى الشريط أيضًا إلى تغييرات كبيرة في وتيرة محتوى البرامج، بفضل تقديم خرطوشة الشريط اللانهائية.
بينما تُستخدم أساسًا في تسجيل الصوت، كانت آلات الشريط أيضًا مهمة لتخزين البيانات قبل ظهور الأقراص المرنة والأقراص المدمجة، ولا تزال تُستخدم اليوم، على الرغم من أنها تُستخدم بشكل أساسي لتوفير نسخ احتياطي.

## سرعات الشريط
تستخدم أجهزة التسجيل الاحترافية سرعات شريط أعلى، حيث تكون 15 و30 بوصة في الثانية هي الأكثر شيوعًا، بينما تُستخدم سرعات شريط أقل عادةً في أجهزة التسجيل الأصغر ومشغلات الكاسيت، من أجل توفير المساحة حيث لا تكون الدقة مهمة كما في الأجهزة الاحترافية. من خلال توفير مجموعة من سرعات الشريط، يمكن للمستخدمين الموازنة بين وقت التسجيل وجودة التسجيل، حيث توفر السرعات الأعلى استجابة ترددية أكبر.
توجد العديد من سرعات الشريط المستخدمة في جميع أنواع مسجلات الشريط. يمكن التعبير عن السرعة بالسنتيمترات لكل ثانية (سم/ث) أو بالبوصات لكل ثانية (بوصة/ث).
| سم/ث | بوصة/ث | الاستخدام                                                                                          |
| ---- | ------ | -------------------------------------------------------------------------------------------------- |
| 1.2  | 15⁄32  | موجودة في بعض أجهزة التسجيل الصغيرة من نوع Microcassette                                           |
| 2.4  | 15⁄16  | سرعة قياسية لـ Microcassette؛ الأشرطة التي تصدرها المكتبة الوطنية للخدمات للمعاقين بصريًا والبدنيين |
| 4.75 | 17⁄8   | قياسية لشريط الكاسيت. شائعة في آلات الريل-تو-ريل المحمولة                                          |
| 9.5  | 3⁄4    | سرعة أقل، شائعة في آلات الريل-تو-ريل بحجم كامل وبعض الآلات المحمولة                                |
| 19   | 71⁄2   | شائعة في آلات الريل-تو-ريل بحجم كامل                                                               |
| 38   | 15     | أعلى مستوى من آلات prosumer، وأدنى مستوى من الآلات الاحترافية                                      |
| 76   | 30     | أعلى مستويات آلات الريل-تو-ريل الاحترافية                                                          |

## تنسيقات الشريط
| النوع                             | الصورة |
| --------------------------------- | ------ |
| شريط 8 مسارات                     |        |
| شريط الصوت المدمج                 |        |
| شريط الصوت الرقمي المدمج          |        |
| Microcassette                     |        |
| شريط الصوت الرقمي (DAT)           |        |
| Elcaset                           |        |
| تسجيل الصوت على شريط الريل-تو-ريل |        |
| شريط RCA                          |        |

## أجهزة التسجيل
| النوع      | الصورة |
| ---------- | ------ |
| جهاز كاسيت |        |
| مسح حلزوني |        |
| تسجيل سلكي |        |

## الروابط الخارجية
- متحف تسجيل الصوت المغناطيسي
- A تاريخ التسجيل المغناطيسي BBC/H2G2
- تاريخ مختار للتسجيل المغناطيسي
- ابتكار والتر ويبر الفني في Reichs-Rundfunk-Gesellschaft
- جدول زمني من أرشيف جامعة سان دييغو على موقع واي باك مشين (نسخة محفوظة 20100312213800)
- تاريخ تكنولوجيا التسجيل على موقع واي باك مشين (نسخة محفوظة 2004-06-03)
- تاريخ الشريط المغناطيسي على موقع واي باك مشين (نسخة محفوظة 2004-06-03)
- وصف عملية التسجيل مع مخططات. ص 2، ص 3، ص 4، ص 5.
- التسجيل في BBC – تاريخ موجز لطرق تسجيل الصوت المختلفة التي استخدمتها BBC.